# ملعب غيورغي أسباروخوف
ملعب غيورغي أسباروخوف (بالبلغارية: Стадион „Георги Аспарухов“)‏ هو ملعب كرة قدم يقع في صوفيا، بلغاريا، يتسع لجلوس 30,000 متفرج. تم وضع حجر الأساس للملعب في 1960. بدأ بناؤه في 1960 وافتتح في 10 مارس 1963. تمت توسعته في 2016. يعتبر الملعب البيتي لنادي ليفسكي صوفيا.